# Gulliksbergets naturreservat
Gulliksbergets naturreservat är ett naturreservat i Nordanstigs kommun i Gävleborgs län.
Området är naturskyddat sedan 2006 och är 38 hektar stort. Reservatet består av brandpräglad tallnaturskog.